# Терс-маймал

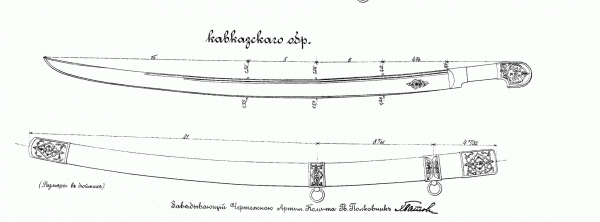
Офицерская строевая шашка волчок кавказского типа, 1913 года

Терс-маймал (волчок) (маймон, маймун (чечен. Терсмаймал тур- терс – рёв; маймал – обезьяна) — чеченская шашка, клинки с изображением волка. Длинное клинковое рубяще-колющее холодное оружие.

## История
Клеймо «волчок» первоначально принадлежало мастерам немецкого города Пассау, изображение волка было заимствовано из герба города, это изображение волка в XIV веке пассауские оружейники получили право выбивать на своих изделиях.
Клеймо «бегущий волк» выполнялось глубокой инкрустацией-таушировкой медной проволокой.
Так как клинки с этим клеймом пользовались большим спросом, то в XVI—XVII веках появились многочисленные подражания «волчкам», в первую очередь, на произведениях золингенских мастеров.
Изображение волчка золингенцы наносили обычной гравировкой, часто сопровождая его личными клеймами мастеров и иногда надписью «in Solingen». Изредка изображение волчка сопровождают латинские буквы «Н М». Эти клинки на Кавказе особенно ценились. Они считали, что это инициалы одного из участников крестовых походов, представителя знатного французского рода Н. Монморанси, в фамильном гербе которого имелось изображение волка. Предполагали, что партия клинков с инициалами «НМ» была заказана для его свиты и оруженосцев, которые по обычаю времени носили на оружии герб своего владетеля (сузерена).
По преданиям в XII веке, один из отрядов крестоносцев прибыл на Кавказ и обосновался там. В чеченских преданиях упоминаются европейцы (фиренг) пришедшие с запада, возможно рыцарский орден с черноморского побережья, где располагались Генуэзские и Венецианские колонии. Воины этого отряда имели мечи с гербом волка; со временем мечи попали к чеченцам и были ими переделаны в шашки терс-маймун, которые, таким образом, ведут своё начало от крестовых походов.
Подтверждением тому могут служить слова А. П. Ипполитова: И теперь ещё можно встретить горцев, у которых эти вещи (клинки) времён Крестовых Походов или периода существования республик Генуэзской и Венецианской. Между этими вещами встречаются такие, которые для наших антиквариев были бы действительно находкой.
Упоминание шашки Терс-маймал есть и в работе царского офицера, чеченца Умалата Лаудаева, который в 1872 году отмечал: «Лучшими шашками считаются те, которые имеют на клинке изображение зверя, неизвестно почему, чеченцы в этом изображении спознали обезьяну, по чеченски маймун, и назвали шашку терс-маймун. Русские это изображение признали за волка и называют такую шашку волчок».
На кавказских шашках часто встречаются клинки с волчком. Специалист по оружию Э. Э. Ленц считал, что поддельный волчок от золингенского можно отличить по более схематичному рисунку (например, у кавказских волчков пасть закрыта). Кроме того, кавказский волчок сопровождался по бокам розетками с крестиком внутри — «пчёлами», как их называли кавказцы; пчёлы не делались на золингенских клинках. В этих пчёлах горцы видели указание на участие клинка в крестовых похода.

## Описание
Русский офицер Г. К. Властов в 1856 году писал, что в центре чеченского народонаселения сохранились оружейники, которые по неизменному обычаю своих отцов подделывают шашки, называемые волчками, с изображением волка.
А. П. Ипполитов, прослуживший в Чечне (в Аргунском округе) много лет, в 1868 году писал: Клинки с изображением на них двух волчьих голов называются чеченцами терсмеймуль и почитаются за самые лучшие и ценные.
В. А. Потто отмечает: «Эти клинки, высоко ценимые на Кавказе, чаще попадаются в Чечне… Неизвестно почему чеченцы опознали в этом зверьке обезьяну — маймун, отчего произошло у них и самое название клинков».
Шашка с клеймом терс-маймал (с чеченского переводится как «ревущая обезьяна») была легка, словно перо, упруга, как виноградная лоза, и остра как бритва и «секла гвозди, точно сахар». Чеченские оружейные мастера делали их очень гибкими, значительная часть клинков можно было свернуть в кольцо. В названии шашки слышатся арабские слова «турс» и «маймун» — щит и меч. Так полагал историк, краевед А. С. Сулейманов.
Шашка имела особый свист при сильных взмахах, напоминающий рёв обезьяны, который наводил страх на противника. По мнению профессора Ибрагима Алироева, шашка с клеймом волка попала в Чечню с Востока и настолько понравилась чеченцам, что они стали делать такие же.
Кавказовед И. Асхабов в своём труде Чеченское оружие сообщает: как можно связать Терс-маймал с пассауским или золингенским волчком (wolf-klinge), трудно сказать. Однако более вероятно их существование независимо друг от друга, ведь волк символ храбрости у чеченцев, упоминаемый в народных песнях и сказаниях, и его изображение было естественным также на раннем оружии. В пользу этой версии говорит и древнее чеченское название бронзы— борза (волк).

## Конструкция
В журнале «Разведчик» за май 1900 года была опубликована статья офицера (под псевдонимом Багратионовец), который подробно описал Терс-Маймал. Багратионовец посчитал её настолько идеальной, что сравнив с драгунской шашкой (вероятно, образца 1881 года) сделал вывод, что в плохой рубке, которую часто демонстрируют солдаты, на три четверти виновата именно драгунская шашка. Особенного внимания заслуживает и упоминание любопытного способа прогонки шашки по ладони, который, по его словам, практиковался горцами.
Автор сразу оговаривается, что этот волчок не был его первой шашкой: питая любовь к длинноклинковому оружию, он искал хорошую боевую шашку, приобретая их за вполне приличную сумму, однако вместо оружия получал ярко расписанный золотом золингенский хлам. Пробовал заказывать клинки Златоустовского завода, получал образцы лучшие по материалу и работе, но опять-таки не соответствующие своему назначению по конструкции.

### Описание оружия

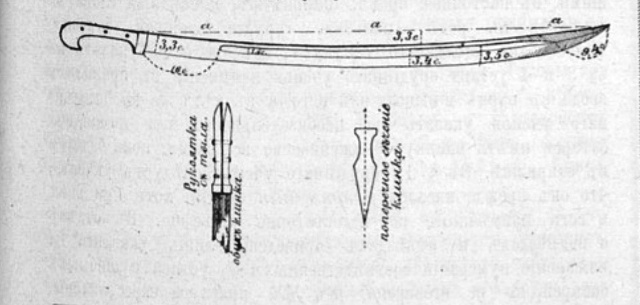
Кавказская шашка Терс-Маймал (волчок).

Старинный кавказский клинок попавшей к нему после многолетних поисков шашки имел 82 см длины. Обух его, имея у посада рукоятки 4 ⅓ мм, идёт постепенно утолщаясь на протяжении 48 см, где толщина его равняется 5 мм. Отсюда обух, постепенно утончаясь, имеет толщину уже в 4 ½ миллиметра и к концу постепенно сходит на нет. Также он замечает, что на глаз обух представляется совершенно ровным и только при помощи точного кронциркуля можно проследить изменения его толщины. Ширина клинка у посада рукоятки имеет 3,3 см и отсюда правильным полуовалом сходит к концу на нет.
Дола (одна) начинается в расстоянии 16 см от посада рукоятки, идёт ровной бороздой и правильно убывающей глубины в 1,6 см ширина на протяжении 72 см, где сама собой сходит на нет.
Погиб клинка на 39,7 см длины имеет 3,3 см от верхней прямой α, соединяющей точку поверхности обуха у посада рукоятки и конец шашки.
Рукоятка шашки роговая, состоит из двух половинок, наложенных на хвост клинка и наглухо к нему приклёпанных тремя гвоздями. Сразу видно, что при выделке главное внимание было обращено исключительно на её лёгкость. Этим стремлением объясняется и характерный клинообразный вырез головки рукоятки, встречаемый в каждой кавказской шашке. Рукоятка сама по себе настолько тонкая, что её даже как будто не совсем удобно держать в руке.
Это обстоятельство старые горцы объясняют тем, что для боя рукоятка обертывается (с клеем) грубым холстом, чтобы не скользила рука. Для поверки я обвил рукоятку два раза обыкновенным  деревенским холстом,  и действительно шашка села в руку, как влитая.
Совершенно ясно видно стремление передать центр тяжести клинка как можно ближе к концу его, и действительно такой (то есть центр тяжести) находится на 7 вершков (около 31 см) от хвоста. В расстоянии 16 см от посада рукоятки, как видно из чертежа и описания, находится самая тонкая и слабая часть клинка и поэтому на этом протяжении долы не вынуто. Сама дола, постепенно убывая по глубине к концу, естественно утяжеляет этот последний.
Построенный таким способом клинок при ударе уподобляется топору и наносит раны, наводящие панику.
Вес клинка с рукоятью ровно 2 фунта. Конец шашки имеет двулезвийную заточку на протяжении 9,4 см и может быть употреблён для колющих действий.

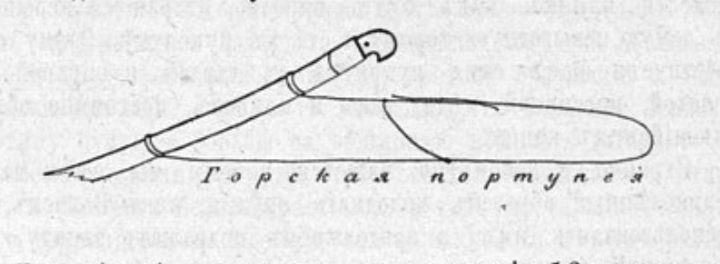
Рисунок портупея из статьи

Не менее заслуживает внимание устройство ножен и плечевой портупеи. Первые вовсе не имеют металлического наконечника и на половину обёрнуты провощённой зелёной материей, абсолютно непромокаемой. В портупей обращает внимание задний пасик: он сравнительно очень длинный, потому что средний соединительный ремень прикреплён к нему не на высоте кушака, а выше вершков на пять (около 20 см). К ножнам он прикреплён так, что может скользить по ним:
Горец, спешившись, сдвигает его к концу ножен, отчего шашка принимает не вертикальное,
а горизонтальное положение и позволяет бегать, ложиться и прыгать, не путаясь между ногами.

## Шашка в искусстве
- Чеченские народные сказания и героические песни — XVII—XIX веков[11].

Звонко поющий Терс-маймал;
Издающий свист тонкий Терс-маймал;
клинок, издающий звонкий свист,
барсу подобная булатная круглая шашка.
- Песня Эль-Мурзы, окружённого врагами.

У тебя нет крыльев Эль-Мурза, чтобы взлететь на небо,
Нет и когтей, чтобы уйти под землю.
Крылья мои – моё крымское ружьё,
А мои когти – моя шашка Терс-маймал…